# Robert Müller (Filmverleiher)
Robert Müller (* 27. Juni 1877 in Mödling, Österreich-Ungarn; † April oder Mai 1942 in Wlodawa oder im Vernichtungslager Sobibor, Generalgouvernement Polen) war ein österreichischer Filmmanager, Filmverleiher und Filmproduzent.

## Leben
Müller erhielt eine kaufmännische Ausbildung, ehe er 1903 zur Pathé stieß. Für diese französische Filmproduktionsgesellschaft baute er in der Folgezeit Filialen in Wien und Prag auf. Später wurde er mit der Errichtung von Kinosälen in der k.u.k.-Provinz betraut, darunter Graz, Innsbruck, Fiume, Krakau, Pilsen, Triest und Lemberg. 1905 vertrat er die Pathé auch in Rumänien, Griechenland und dem Orient. Kurz vor dem Ersten Weltkrieg wurde er zum Direktor der Wiener Pathé-Niederlassung ernannt.
Während des Krieges konzentrierte sich Müller mit einer eigenen Firma auf den Filmverleih und gründete 1915 die Kino-Film-Industrie G.m.b.H., der er bis 1919 als Direktor vorstand. Zeitgleich produzierte er mit der Robert-Müller-Film mehrere Filme. Nach Kriegsende (1918) beteiligte sich Müller an weiteren Firmengründungen: die Österreichische Industrie-Film (1919), die Nationalfilm (1920), zu dem vermutlich das Kinegraphia-Atelier in der Blücherstraße 12 in Berlin gehörte. In der Folgezeit trat Müller vor allem mit mehreren zentralen Funktionärsposten in der österreichischen Filmindustrie in Erscheinung; als Vorstandsmitglied der Sascha-Film kümmerte er sich vor allem um das Verleihgeschäft.
Mit Anbruch der Tonfilm-Ära gründete der Filmmanager den „Lustspielverlag Robert Müller, Tonfilm-Vertrieb, Verleih und Verkauf“, wenig später stellte er auch einige wenige Tonfilme her. Mit dem Kollegen Ernst Franzos gründete er 1936 die Produktionsfirma „Favorit Film G.m.b.H.“, mit der beide Männer nur einen Film, Hannerl und ihre Liebhaber, herstellten. Bis 1938 war Müller auch Vizepräsident des Bundes der Filmindustriellen in Österreich, Repräsentant der Filmverleiher im Filmbeirat des österreichischen Ministeriums für Handel und Verkehr und gerichtlich beeideter Gutachter in Filmangelegenheiten.
Der Anschluss Österreichs beendete die berufliche Laufbahn des Juden Müller. Ende April 1942 wurde er von Wien in das Ghetto von Wlodawa im östlichen Polen deportiert. Dort oder im Vernichtungslager Sobibor starb Robert Müller in den vier darauffolgenden Wochen eines gewaltsamen Todes.

## Familie
Sein Bruder war der Schauspieler, Sänger und Theaterdirektor Gustav Müller.

## Filmografie
als Produzent
- 1914: Das neue Dreigestirn
- 1915: Das Kriegspatenkind
- 1915: Das Vermächtnis des Hauses Moore
- 1916: Einen Jux will er sich machen
- 1916: Abendsonne
- 1917: Das Glück der schönen Creszenz
- 1917: Wenn die Frau nicht kochen kann
- 1918: Paulchen Semmelmanns Flegeljahre (vermutlich)
- 1918: Wem gehört das Kind?
- 1928: Dienstmann Nr. 13
- 1931: Wiener Zauberklänge
- 1932: Salzburg, das Seelenparadies Österreichs (kurzer Dokumentarfilm)
- 1932: Kraxenkirtag in Gaaden (kurzer Dokumentarfilm)
- 1936: Hannerl und ihre Liebhaber